# Apanteles borysthenicus
Apanteles borysthenicus är en stekelart som beskrevs av Kotenko 1986. Apanteles borysthenicus ingår i släktet Apanteles och familjen bracksteklar. Inga underarter finns listade i Catalogue of Life.